# Rembert von Hildesheim
Rembert von Hildesheim († 12. Februar spätestens 844), auch Reinbert, war von etwa 834/835 bis 844 zweiter Bischof des von Ludwig dem Frommen 815 gegründeten Bistums Hildesheim.
Über sein Pontifikat ist von allen Hildesheimer Bischöfen am wenigsten bekannt. Sein Todesjahr ist nicht überliefert. Die nekrologische Überlieferung verzeichnet übereinstimmend den 12. Februar als Todestag.